# Frank Bunce
Pour les articles homonymes, voir Bunce.

a Compétitions nationales et continentales officielles uniquement.

b Matchs officiels uniquement.
Dernière mise à jour le 4 novembre 2021.
Frank Eneri Bunce, né le 4 février 1962 à Auckland (Nouvelle-Zélande), est un ancien joueur de rugby à XV néo-zélandais qui a joué quatre fois avec les Samoans en 1991, puis 55 fois avec les All-Blacks de 1992 à 1997. Il jouait trois-quarts centre (1,80 m).
Il joua au Castres olympique entre 1997 et 1998.

## Palmarès

### Avec les Samoa
- Nombre de tests avec les Samoans : 4
- Tests par saison : 4 en 1991
- Participation à la Coupe du monde : 1991 (4 matchs)

### Avec la Nouvelle-Zélande
- Nombre de tests avec les Blacks : 55
- Nombre total de matches avec les Blacks : 69
- Tests par saison : 9 en 1992, 7  en 1993, 6 en 1994, 11 en 1995, 10 en 1996, 12 en 1997.
- Finaliste de la Coupe du monde en 1995 (5 matchs).
- Vainqueur du Tri-nations en 1996 et 1997.

## Statistiques

### En équipe nationale

#### Avec la Nouvelle-Zélande
De 1992 à 1997, Frank Bunce compte 55 sélections avec les All-Blacks, inscrivant 96 points. Avec les Kiwis, il dispute une Coupe du monde en 1995. Il participe à deux éditions du Tri-nations en 1996 et 1997.